# Ясен звичайний (пам'ятка природи, Київська область)
«Ясен звичайний» — ботанічна пам'ятка природи місцевого значення.
Пам’ятка розташовується в Києво-Святошинському районі, в межах села Лісники, у центір села поруч зі школою. 
Оглошена рішенням Київської обласної ради 4 скликання від 27 жовтня 2005 р. № 310-26-IV.
Пам’ятка є кремезним деревом з проєкцією крони близько 100 кв. м, має історичну та естетичну цінність.

## Галерея

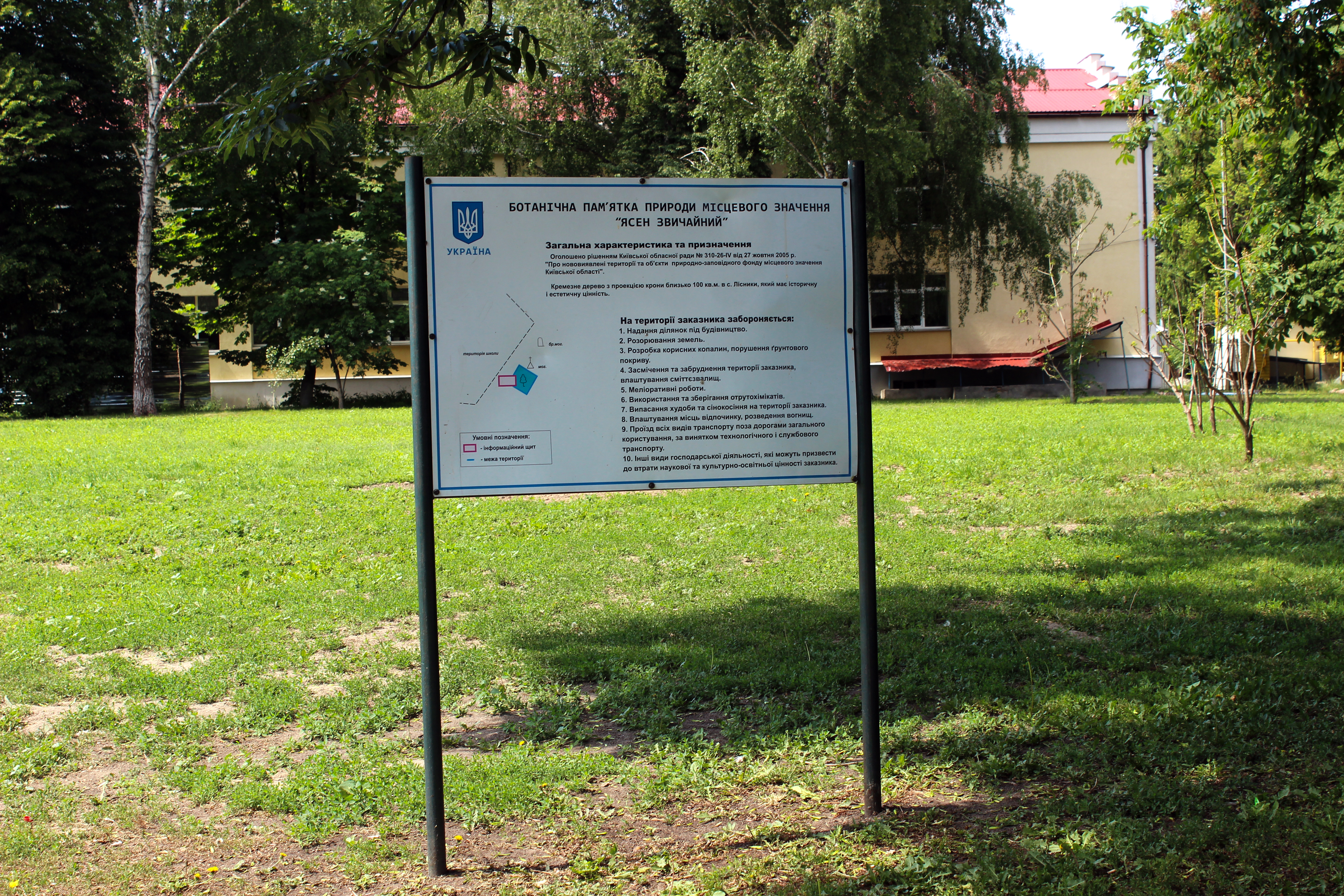
Стенд
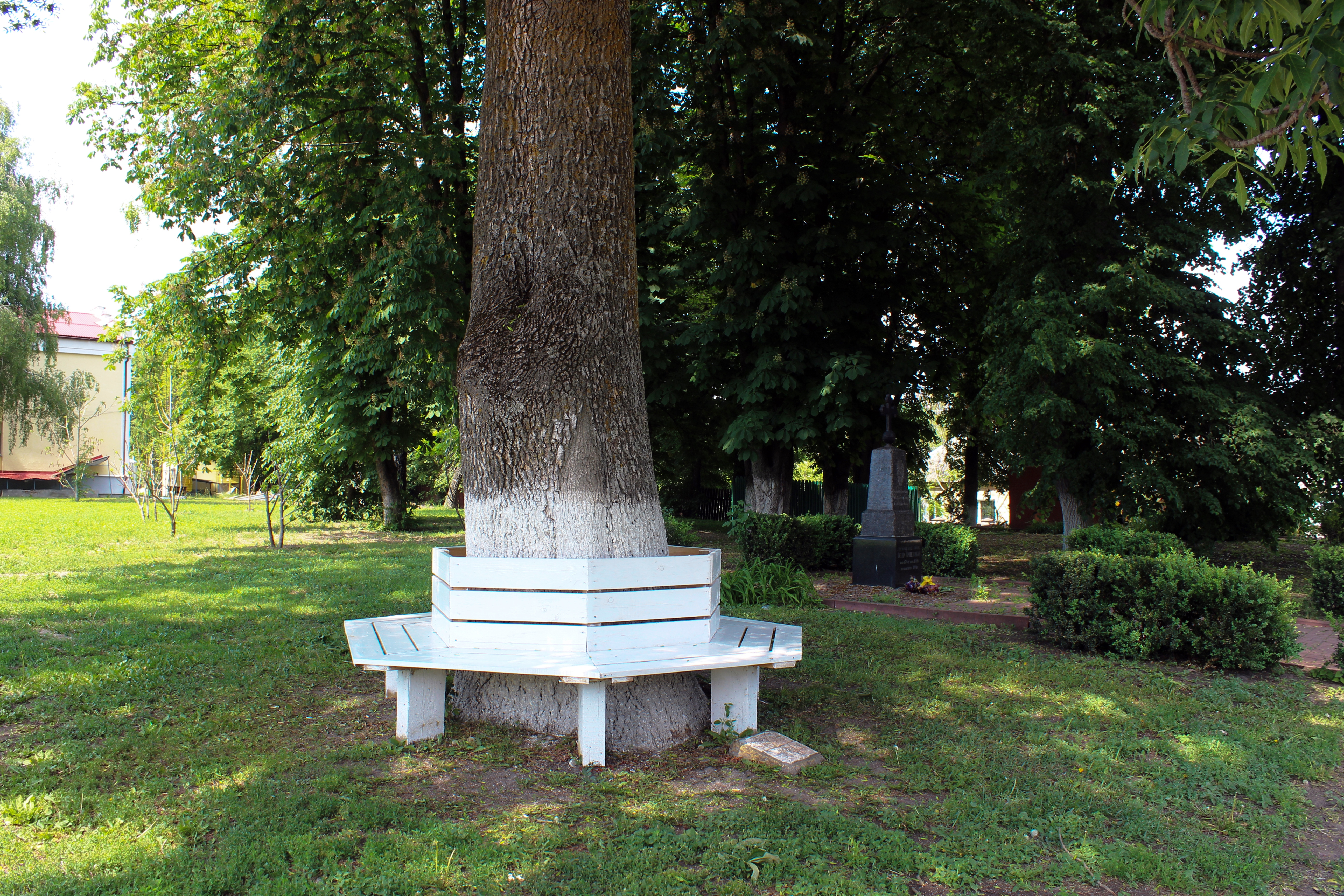
Лава навколо стовбура
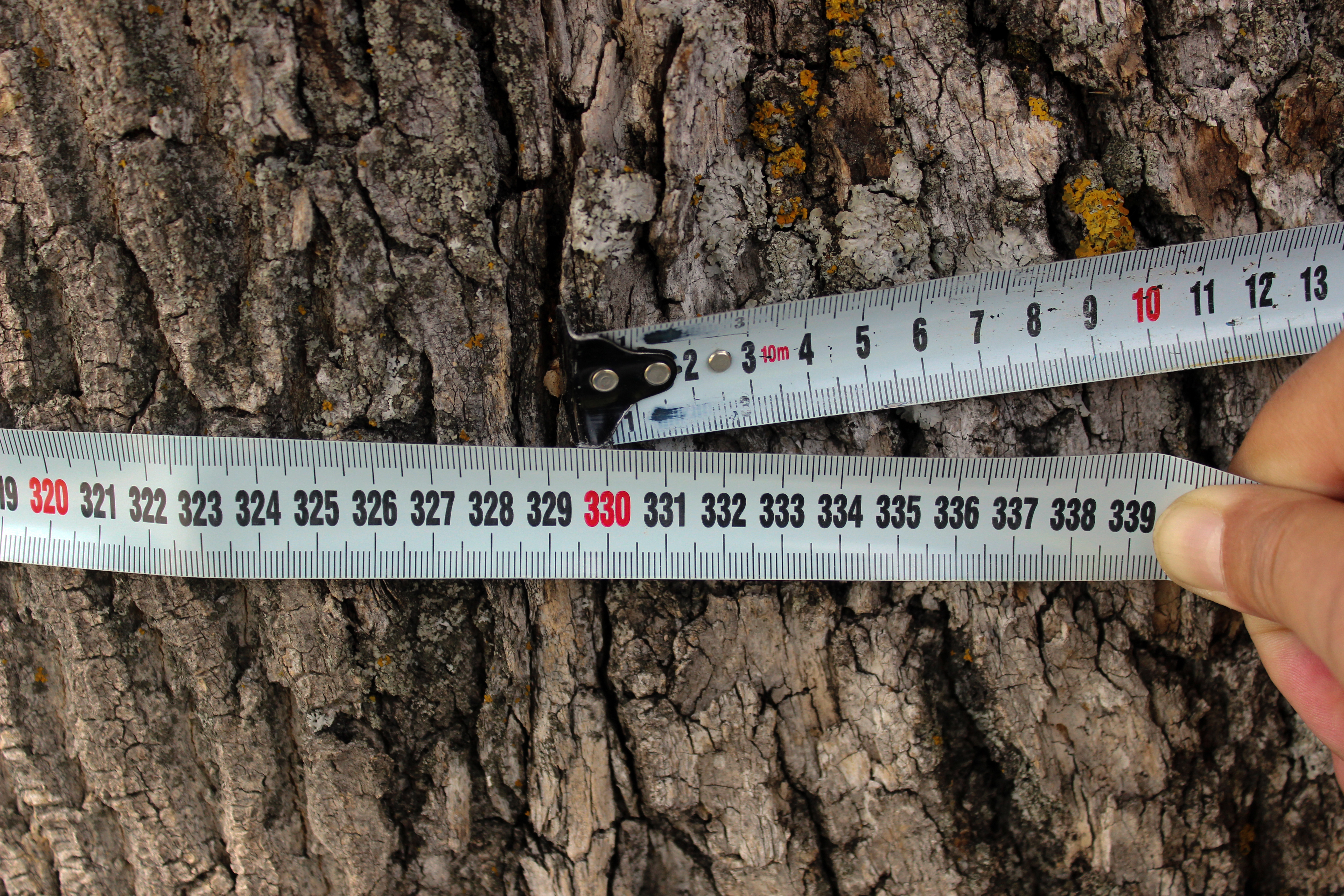
Об'єм